# Лукас Окампос
Лукас Окампос (ісп. Lucas Ocampos, нар. 11 липня 1994, Кільмес) — аргентинський футболіст, вінгер іспанської «Севільї» та національної збірної Аргентини.

## Клубна кар'єра
Народився 11 липня 1994 року в місті Кільмес. 

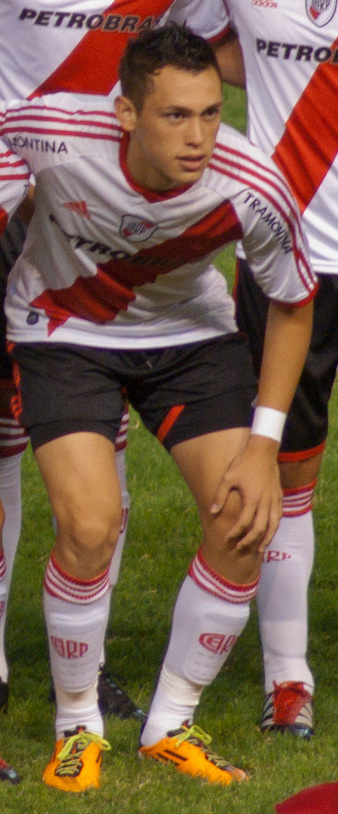
Окампос у складі «Рівер Плейта»

Лукас почав кар'єру в найстарішому клубі Аргентини «Кільмесі», де виступав за дитячі та юнацькі команди різних вікових груп. Після молодіжного Кубка Америки (до 15 років), молодого нападника помітили скаути «Рівер Плейта» і в 2009 році Окампос перейшов у його молодіжну команду.
17 серпня 2011 року в матчі проти «Чакаріта Хуніорс» Лукас дебютував у аргентинській Прімері. Вже в наступній грі проти «Індепендьєнте Рівадавія», він забив свій перший м'яч за новий клуб. Протягом сезону 2011/12 Лукас забив 7 м'ячів у 39 матчах, а також виграв чемпіонат Прімеру Б. За результатами першого ж сезону допоміг команді виграти другий дивізіон та вийти у Лізі 1, в якій дебютував 2013 року.
У серпні 2012 року Окампос перейшов у «Монако», який виступав у французькій Лізі 2. Сума трансферу склала близько 10 млн. євро. 31 серпня в матчі проти «Гавра», Лукас дебютував за монегасків. 26 вересня в поєдинку Кубка Франції проти «Валансьєна», Окампос забив свій дебютний гол за «Монако» і допоміг команді здобути нічию, 2:2.
На початку 2015 року Лукас на правах оренди перейшов у «Марсель». 7 лютого в матчі проти «Ренна» він дебютував за нову команду. У цьому ж поєдинку Окампос забив свій перший гол за марсельців. 30 червня «Марсель» повідомив про те, що досягнута домовленість щодо повноцінного трансферу Окампоса з «Монако». З гравцем був підписаний довгостроковий контракт. 23 серпня в матчі проти «Труа» Лукас забив свій перший гол у новому сезоні. 
Влітку 2016 року він на правах оренди перейшов у італійський «Дженоа». 21 серпня в матчі проти «Кальярі» він дебютував у італійській Серії A. 6 листопада в поєдинку проти «Удінезе» Лукас забив свій перший гол за «Дженоа».
30 січня 2017 року Окампос був орендований «Міланом» до кінця сезону 2016/17. 5 лютого в матчі проти «Сампдорії» він дебютував за нову команду, замінивши у другому таймі Андреа Бертолаччі.
Влітку 2017 року аргентинець повернувся в «Марсель». Станом на 22 квітня 2018 року відіграв за команду з Марселя 58 матчів в національному чемпіонаті.

## Виступи за збірні
2009 року дебютував у складі юнацької збірної Аргентини, взяв участь у 12 іграх на юнацькому рівні, відзначившись 5 забитими голами. 
У 2011 році Окампос взяв участь в юнацькому чемпіонаті Південної Америки в Еквадорі. На турнірі він зіграв у матчах проти команд Перу, Болівії, Еквадору, Парагваю, Бразилії, Колумбії і двічі Уругваю. В поєдинках проти перуанців, болівійців і колумбійців Лукас забив по голу.
Влітку того ж року Окампос взяв участь у юнацькому чемпіонаті світу у Мексиці. На турнірі він зіграв у матчах проти команд Франції, Ямайки, Англії та Японії.

## Статистика виступів

### Статистика клубних виступів
| Сезон               | Команда             | Чемпіонат           | Чемпіонат | Чемпіонат | Національний кубок | Національний кубок | Національний кубок | Континентальні кубки | Континентальні кубки | Континентальні кубки | Інші змагання | Інші змагання | Інші змагання | Усього | Усього | Усього |
| Сезон               | Команда             | Ліга                | Ігор      | Голів     | Ліга               | Ігор               | Голів              | Ліга                 | Ігор                 | Голів                | Ліга          | Ігор          | Голів         | Ігор   | Голів  |        |
| ------------------- | ------------------- | ------------------- | --------- | --------- | ------------------ | ------------------ | ------------------ | -------------------- | -------------------- | -------------------- | ------------- | ------------- | ------------- | ------ | ------ | ------ |
| 2011–12             | «Рівер Плейт»       | ПБ (ІІ)             | 39        | 7         | TI                 | 1                  | 0                  | -                    | -                    | -                    | -             | -             | -             | 40     | 7      |        |
| 2012–13             | «Монако»            | Л2 (ІІ)             | 29        | 4         | КФ+ЛЧ              | 0+2                | 0+1                | -                    | -                    | -                    | -             | -             | -             | 31     | 5      |        |
| 2013–14             | «Монако»            | Л1                  | 34        | 5         | КФ+КЛ              | 4+1                | 2+0                | -                    | -                    | -                    | -             | -             | -             | 39     | 7      |        |
| 2014–15             | «Монако»            | Л1                  | 17        | 1         | КФ+КЛ              | 2+1                | 1+0                | ЛЧ                   | 6                    | 1                    | -             | -             | -             | 26     | 3      |        |
| Усього за Monaco    | Усього за Monaco    | Усього за Monaco    | 119       | 17        |                    | 10                 | 4                  |                      | 6                    | 1                    | -             | -             | -             | 136    | 22     |        |
| 2014–15             | «Марсель»           | Л1                  | 14        | 2         | КФ+КЛ              | 0+0                | 0                  | -                    | -                    | -                    | -             | -             | -             | 14     | 2      |        |
| 2015–16             | «Марсель»           | L1                  | 17        | 1         | КФ+КЛ              | 1+1                | 0+1                | ЛЄ                   | 6                    | 2                    | -             | -             | -             | 25     | 4      |        |
| 2016–17             | «Дженоа»            | A                   | 14        | 3         | КІ                 | 3                  | 0                  | -                    | -                    | -                    | -             | -             | -             | 17     | 3      |        |
| 2016–17             | «Мілан»             | A                   | 12        | 0         | КІ                 | -                  | -                  | -                    | -                    | -                    | СІ            | -             | -             | 12     | 0      |        |
| 2017–18             | «Марсель»           | Л1                  | 18        | 6         | КФ+КЛ              | 1+1                | 0                  | ЛЄ                   | 8                    | 1                    | -             | -             | -             | 28     | 7      |        |
| Усього за «Марсель» | Усього за «Марсель» | Усього за «Марсель» | 49        | 9         |                    | 4                  | 1                  |                      | 14                   | 3                    | -             | -             | -             | 67     | 13     |        |
| Усього за кар'єру   | Усього за кар'єру   | Усього за кар'єру   | 194       | 29        |                    | 19                 | 5                  |                      | 20                   | 4                    |               | -             | -             | 231    | 38     |        |

## Досягнення
Аргентина
- Переможець Суперкласіко де лас Амерікас: 2019

«Севілья»
- Володар Ліги Європи: 2019-20, 2022-23[24]